# ASTRO-E

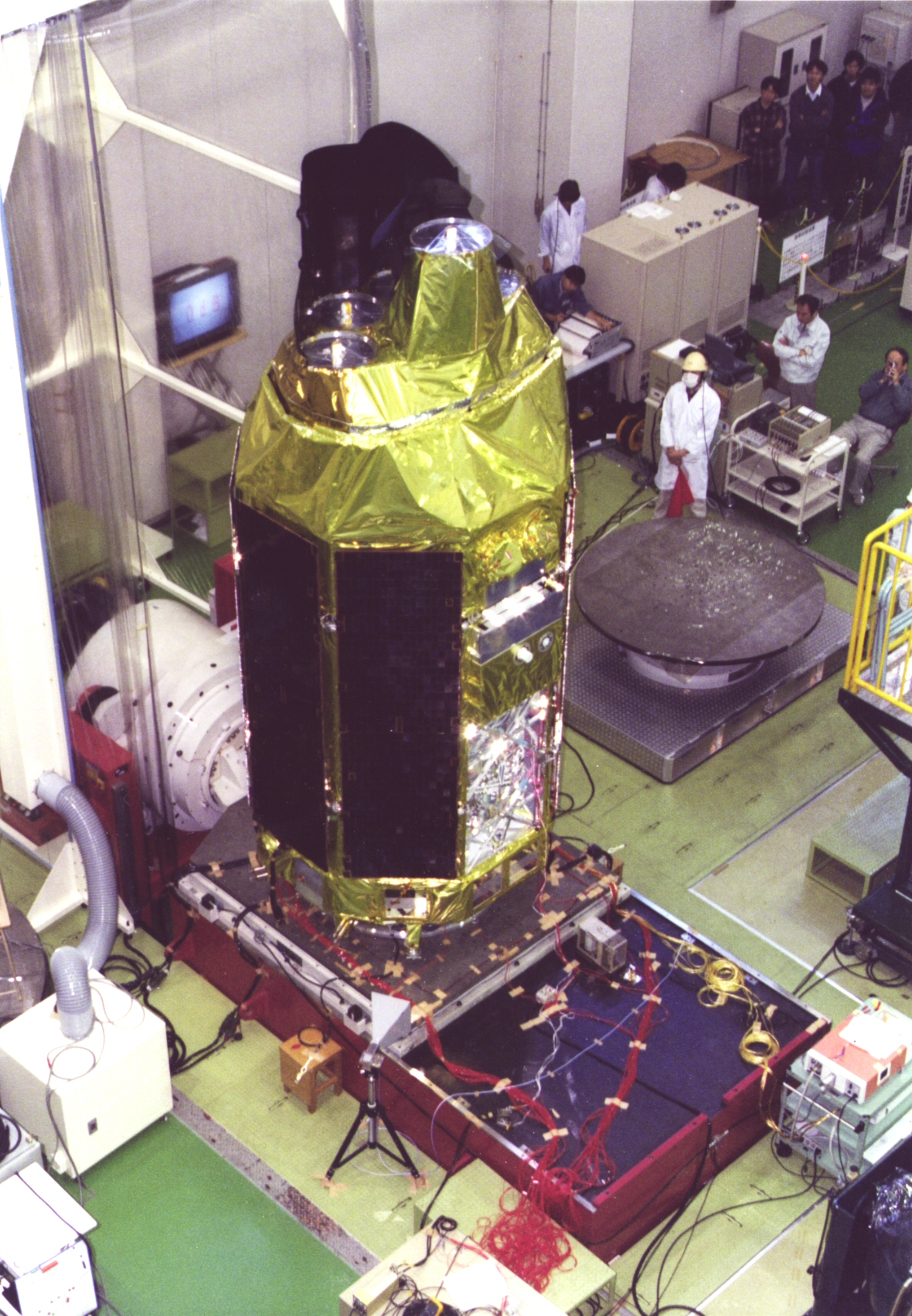
Astro-E (NASA)

Astro-E e Astro-EII sono due satelliti a raggi X giapponesi, frutto di una collaborazione tra la JAXA e la NASA. Il 10 febbraio 2000, il lancio di ASTRO-E fallì per l'esplosione del razzo vettore, causando la perdita del satellite, caduto nell'oceano. ASTRO-EII, copia esatta del primo satellite, è stato messo in orbita il 10 luglio 2005. Dopo l'avvenuto lancio il satellite è stato rinominato Suzaku, che significa "uccello rosso del sud". Il telescopio possiede un'alta risoluzione spettroscopica unita ad una banda di energia molto ampia, estesa da 0,3 KeV (raggi X molli) a 600 keV (raggi X duri); principali oggetti delle sue osservazioni sono tutti i fenomeni altamente energetici dell'Universo, come i buchi neri galattici, le pulsar, gli AGN e i resti di supernova.
L'8 agosto 2005, pochi giorni dopo la messa in orbita, lo strumento principale, lo spettrometro ad alta risoluzione XRS, ha smesso di funzionare a causa di una fuoriuscita dell'elio liquido necessario al raffreddamento del rivelatore stesso. Gli altri strumenti non subirono invece danni. Si è progettato di integrare lo strumento non funzionante in Astro-H, successivo satellite a raggi X giapponese, previsto inizialmente per il 2012, lanciato infine nel febbraio 2016 ma andato in avaria a fine marzo dello stesso anno.

## Strumenti a bordo di SUZAKU
- Telescopio a raggi X (XRT : X-Ray Telescope)
- Spettrometro a raggi X (XRS : X-Ray Spectrometer)
- Spettrometro grafico a raggi X (XIS : X-ray Imaging Spectrometer)
- Rivelatore di raggi X duri (HXD : Hard X-ray Detector) :
  - PIN : Positive-Intrinsic-Negative diodes (10-60 keV)[2]
  - cristalli di silicato di gadolinio e germanato di bismuto, Gd2SiO5(Ce) - Bi4Ge3O12 (GSO/BGO : sensibili fino a 600 keV)[2]